# Stilpnus deplanatus
Stilpnus deplanatus är en stekelart som beskrevs av Johann Ludwig Christian Gravenhorst 1829. Stilpnus deplanatus ingår i släktet Stilpnus och familjen brokparasitsteklar. Inga underarter finns listade i Catalogue of Life.